# ACR 메시나

아소차치오니 칼초 리우니테 메시나(Associazioni Calcio Riunite Messina)는 1900년에 창단된 이탈리아의 축구 클럽으로, 시칠리아 메시나를 연고지로 한다. 흔히 메시나로 부른다. 현재 세리에 D에서 활약하고 있다.
2004-05 시즌에서 세리에 A로 승격되었다. 2005-06 시즌에서 18위를 차지하였으며 당시에 터진 세리에 A 승부 조작 사건에 연루되었지만 징계를 면했다. 하지만 팀이 세리에 A에서 활약하는 동안 구단은 경영난에 빠졌고 2006-07 시즌에서 세리에 B로 강등된다. 2007-08 시즌이 끝난 직후 팀이 재정난에 빠지면서 프로 축구 팀으로 인정되지 않았고 세리에 D로 강등된다.

## 선수 명단

### 현역
참고: FIFA 자격 규정에 따라 소속된 국가대표팀 국기를 표시합니다. 선수는 복수의 FIFA 비회원국 국적을 가지고 있을 수 있습니다.
| 번호 | 포지션 | 국적         | 이름              |
| ---- | ------ | ------------ | ----------------- |
| 5    | DF     | 세네갈       | 은디르 마메 애스  |
| 20   | DF     | 알바니아     | 케빈 하베리       |
| 30   | DF     | 퀴라소       | 야론 비카리오     |
| 37   | MF     | 리히텐슈타인 | 마르셀 뷔첼       |
| 44   | DF     | 몰도바       | 다니엘 덤브라바누 |

| 번호 | 포지션 | 국적 | 이름 |
| ---- | ------ | ---- | ---- |

## 역대 감독
| 감독            | 임기        |
| --------------- | ----------- |
| 프란코 스콜리오 | 1974 ~ 1975 |
| 프란코 스콜리오 | 1980 ~ 1981 |
| 프란코 스콜리오 | 1984 ~ 1988 |
| 즈데네크 제만   | 1988 ~ 1989 |